# Tavigliano
Tavigliano é uma comuna italiana da região do Piemonte, província de Biella, com cerca de 936 habitantes. Estende-se por uma área de 10 km², tendo uma densidade populacional de 94 hab/km². Faz fronteira com Andorno Micca, Bioglio, Callabiana, Pettinengo, Piedicavallo, Rassa (VC), Sagliano Micca, Selve Marcone, Veglio.

## Demografia
| Variação demográfica do município entre 1861 e 2011                               |
|                                                                                   |
| Fonte: Istituto Nazionale di Statistica (ISTAT) - Elaboração gráfica da Wikipedia |